# Spas Delev
Spas Borislavov Delev (en búlgaro: Спас Бориславов Делев, Klyuch, Bulgaria, 22 de septiembre de 1989) es un futbolista búlgaro que juega de delantero en el Lokomotiv Sofía de la Primera Liga de Bulgaria.

## Trayectoria
Formado en el PFC Pirin Blagoevgrad, en 2009 fue fichado por el CSKA Sofia, donde tras dos temporadas, en las que jugó 81 partidos, anotó 21 tantos y dio 9 asistencias, fue traspasado por un millón de euros al Mersin İdmanyurdu de Turquía.
En enero de 2013 volvió al CSKA y en julio, tras quedar libre, se incorporó a la U. D. Las Palmas de la Segunda División de España. Sin apenas participación, en enero de 2014 rescindió su contrato, fichando en febrero por el Lokomotiv Plovdiv búlgaro.
En 2015, tras pasar por el Beroe Stara Zagora, se marchó a la Ekstraklasa polaca, fichando por el Pogoń Szczecin. Tras tres temporadas en Polonia, en 2019 volvió a Bulgaria, incorporándose al F. C. Arda Kardzhali. En diciembre de 2021 fue fichado por PFC Ludogorets Razgrad, también de la Primera Liga de Bulgaria.

## Clubes
| Club                        | País     | Año       |
| --------------------------- | -------- | --------- |
| P. F. C. Pirin Blagoevgrad  | Bulgaria | 2008-2009 |
| CSKA Sofia                  | Bulgaria | 2009-2012 |
| Mersin İdmanyurdu           | Turquía  | 2012      |
| CSKA Sofia                  | Bulgaria | 2013      |
| U. D. Las Palmas            | España   | 2013-2014 |
| Lokomotiv Plovdiv           | Bulgaria | 2014-2015 |
| Beroe Stara Zagora          | Bulgaria | 2015-2016 |
| Pogoń Szczecin              | Polonia  | 2016-2019 |
| F. C. Arda Kardzhali        | Bulgaria | 2019-2021 |
| P. F. C. Ludogorets Razgrad | Bulgaria | 2022-2024 |
| Lokomotiv Sofía             | Bulgaria | 2025-     |

## Palmarés

### Títulos nacionales
| Título                   | Club                        | País     | Año  |
| ------------------------ | --------------------------- | -------- | ---- |
| Primera Liga de Bulgaria | P. F. C. Ludogorets Razgrad | Bulgaria | 2022 |
| Supercopa de Bulgaria    | P. F. C. Ludogorets Razgrad | Bulgaria | 2022 |
| Copa de Bulgaria         | P. F. C. Ludogorets Razgrad | Bulgaria | 2023 |
| Primera Liga de Bulgaria | P. F. C. Ludogorets Razgrad | Bulgaria | 2023 |
| Supercopa de Bulgaria    | P. F. C. Ludogorets Razgrad | Bulgaria | 2023 |
| Primera Liga de Bulgaria | P. F. C. Ludogorets Razgrad | Bulgaria | 2024 |